# Euproctis proxantha
Euproctis proxantha är en fjärilsart som beskrevs av Holland 1893. Euproctis proxantha ingår i släktet Euproctis och familjen tofsspinnare. Inga underarter finns listade i Catalogue of Life.